# Malungsfors
Malungsfors est une localité de Suède dans la commune de Malung-Sälen située dans le comté de Dalécarlie.
Sa population était de 573 habitants en 2019.